# Praeorbitolina
Praeorbitolina es un género de foraminífero bentónico de la subfamilia Orbitolininae, de la familia Orbitolinidae, de la superfamilia Orbitolinoidea, del suborden Orbitolinina y del orden Loftusiida. Su especie tipo es Praeorbitolina cormyi. Su rango cronoestratigráfico abarca el Aptiense inferior (Cretácico inferior).

## Discusión
Clasificaciones previas incluían Praeorbitolina en el suborden Textulariina del orden Textulariida o en el orden Lituolida.

## Clasificación
Praeorbitolina incluye a las siguientes especies:
- Praeorbitolina claveli †
- Praeorbitolina cormyi †
- Praeorbitolina lotzei †
- Praeorbitolina wienandsi †